# Henry James Clark
Pour les articles homonymes, voir Clark.
Henry James Clark est un zoologiste et un botaniste américain, né le 22 juin 1826 à Easton dans le Massachusetts et mort le 1er juillet 1873 à Amherst.

## Biographie
Il est le fils d’Henry Porter et d’Abigail née Orton. Il fait ses études à l’université de New York et obtient son Bachelor of Sciences à Harvard en 1854. Il se marie, cette année-là, à Mary Young Holbrook dont il aura huit enfants.
De 1854 à 1865, il est l’assistant personnel de Louis Agassiz (1807-1873). De 1860 à 1865, il est professeur assistant de zoologie à Harvard, puis, de 1866 à 1869, il enseigne la botanique, la zoologie et la géologie au State College de Pennsylvanie. Puis, il obtient un poste à l’université du Kentucky, fonction qu’il occupe jusqu’en 1872. Enfin, il occupe alors un poste à l’École supérieure d’agriculture du Massachusetts.
Parmi ses nombreuses publications, il est notamment l’auteur d’A Claim for Scientific Property (1863) et Mind in Nature, or the Origin of Life, and the Mode of Development of Animals (1865). Il étudie particulièrement les protozoaires, la théorie cellulaire et améliore considérablement les connaissances sur les cœlentérés et les porifères.